# São Sebastião (metrostation)
São Sebastião is een metrostation aan de Blauwe lijn en de Rode lijn van de Metro van Lissabon. Het station aan de Blauwe lijn is geopend op 29 december 1959. Het station aan de Rode lijn is geopend op 29 augustus 2009
Het station aan de Blauwe lijn is in 1977 verbouwd, daarbij zijn de perrons verlengd om de exploitatie van de metro van Lissabon met langere metrotreinen mogelijk te maken. De verlengde perrons zijn op 18 april van dat jaar in gebruik genomen.
Sinds 29 augustus 2009 is dit een overstapstation geworden tussen de Blauwe- en Rode lijn. Hiertoe werd onder het bestaande station een tweede station gebouwd.
Het is gelegen aan de kruising van de Avenida António Augusto de Aguiar en de Avenida Marquês de Fronteira.